# Dewey Martin
Dewey Martin, född 30 september 1940 i Chesterville, Ontario, död 31 januari 2009 i Van Nuys, Kalifornien, var en kanadensisk musiker (trummis).
Martin ingick i en rad olika band, däribland Buffalo Springfield, Lucky Lee & The Blue Diamonds, The Standells, Modern Folk Quartet och The Dillards.
1996 valdes han in i Rock and Roll Hall of Fame tillsammans med de tidigare kollegorna i Buffalo Springfield.